# Imerissoq
Imerissoq [imɜˈʁisːɔq] (nach alter Rechtschreibung Imerigsoĸ; auch Kitsissut; dänisch Kronprinsens Ejland) ist eine wüst gefallene grönländische Siedlung im Distrikt Qeqertarsuaq in der Kommune Qeqertalik.

## Lage
Imerissoq liegt im Süden einer gleichnamigen Insel im Norden der Inselgruppe Kitsissut (Kronprinsens Ejlande) mitten in der Diskobucht. Kein Ort in Grönland liegt so weit entfernt vom Festland. Der ursprüngliche Ort lag im Süden der Inselgruppe. Imerissoq befindet sich 27 km südlich von Qeqertarsuaq und 19 km nördlich von Kitsissuarsuit.

## Geschichte

### Vor der Kolonialzeit
Bei Imerissoq und Kitsissut handelt es sich eigentlich um zwei verschiedene Orte, deren Geschichte aber nah verknüpft ist.
Vor der Kolonialzeit wurde die Inselgruppe häufig von holländischen Walfängern besucht, die die sie Walvis Eylanden („Walfischinseln“) nannten. Häufig begruben die Holländer auf See verstorbene Matrosen dort. Am 1. September 1736 besuchte Poul Egede die Inselgruppe für drei Tage. Zu diesem Zeitpunkt waren mehrere der Inseln bewohnt. 1738 besuchte er die Inseln erneut. Bei einem dritten Besuch im Jahr 1739 fand er nur wenige Bewohner vor, vermutlich waren die meisten auf Sommerreisen. 1776 lebten nur drei Familien in einem Haus auf der Inselgruppe. Zu dieser Zeit wurden die Inseln nicht nur von Holländern, sondern auch von Engländern besucht. Svend Sandgreen sah am 28. April 1776 34 Schiffe zwischen den Inseln. Noch 1787 kooperierten die Grönländer zum Leidwesen der Dänen mit englischen Walfängern.

### Gründungsphase
Nach einem Besuch des Assistenten Adam Christian Thorning im Frühjahr 1777 wurde beschlossen im Herbst desselben Jahres einen Walfangversuch unter der Loge Godhavn aufzubauen. Da das Schiff aber spät in der Loge ankam, musste es dort überwintern. Ove Høegh-Guldberg empfahl derweil am 5. Januar 1778 die Gründung einer Anlage. Am 9. Februar 1778 wurden die Inseln zu Ehren von Kronprinz Frederik, dem späteren König Friedrich VII., in Kronprinsens Ejlande umbenannt.
Im Sommer 1778 erfolgte die Gründung der Walfängeranlage, die zur Kolonie Egedesminde gehörte, weil man in der Loge zum Ausdruck gegeben hatte, dass die Inselgruppe von dort aus zu abgelegen sei und die Verbindung zur besten Jagdzeit durch Eis abgeschnitten. Es wurden drei Häuser in Kitsissut für die Kolonisten gebaut.
In den ersten Jahren wurde kein einziger Wal gefangen, aber die Anlage erhielt dennoch wirtschaftliche Erträge durch überwinternde Schiffe. Am 11. Mai 1782 wurde die Anlage selbstständig. Nur ein Jahr später wurde der Walfang vorübergehend aufgegeben und auch Schiffe überwinterten nicht mehr in der Anlage. Inspektor Johan Friedrich Schwabe ordnete deswegen an, eines der Häuser in die Kolonie Egedesminde zu versetzen, revidierte dies aber bald und ordnete an, aus der früheren Walfängeranlage zu einem Lagerplatz zu machen. 1784 wurde die Anlage zur Loge ernannt. 1787 waren ein Oberassistent, ein Speckschneider, ein Zimmermann, ein Böttcher, ein Koch und zwei Matrosen dort tätig. Zugleich gab es in der Loge drei Stockwerkhäuser sowie zwei Materialhäuser und eine Brauerei als Torfmauerhäuser. 1789 wurden zwei weitere Matrosen angestellt. 1790 wurde ein 113 m² großes Fachwerkhaus gebaut.

### Schwierige Jahre
Die große Epidemie von 1785/86 wütete stark in Kitsissut. Im November 1785 gab es in jedem Haus Infizierte. Bis Februar 1786 waren 60 Personen gestorben. Die Loge kam in wirtschaftliche Bedrängnis. 1787 gründete man die Anlage in Kitsissuarsuit, um den Walfang voranzutreiben, aber sie wurde schon ein Jahr später der Kolonie Egedesminde unterstellt. 1789 lebten 19 Männer und 28 Frauen in Kitsissut. 1790 wurden alle Materialien und Waren aus dem aufgegebenen Upernavik in Kitsissut gelagert. 1791 lebten 58 Menschen in der Loge. Im selben Jahr wurde jeweils ein Haus auf den Inseln Oqaq und Qummarfik errichtet, um von dort aus Walfang zu betreiben. 1794 hieß es, dass Kronprinsens Ejlande nur durch den Walfang bestehen konnte, da die Einwohnerzahl zu gering für Handel war. Allerdings war auch der Walfang weiter recht erfolglos. Zwischen 1782 und 1798 wurden insgesamt nur 44 Wale gefangen. Das lag vor allem an der Konkurrenz durch englische Walfänger, die ganz in der Nähe jagten. 1796 wurde die Anlage in Kitsissuarsuit wieder Kronprinsens Ejlande zugerechnet und die Erträge des Walfangs verbesserten sich. 1805 gab es erst wieder 77 Einwohner.
Während des Krieges von 1807 bis 1814 wurde die Loge als Magazin für zahlreiche aufgegebene Handelsplätze in Nord- und Südgrönland genutzt. Obwohl nun auch die Dänen mit den englischen Walfängern handelten, litt die Loge wie alle Koloniestandorte in Grönland unter dem Krieg (der vor allem ein Dänisch-englischer war). Der Walfang wurde stark eingeschränkt. Qummarfik und Kitsissuarsuit wurden 1809 bzw. 1813 aufgegeben und der Betrieb in der Loge reduziert, sodass nur noch ein Oberassistent, ein Speckschneider und fünf Mann dort angestellt waren. Anschließend wurden die Loge und die Anlage in Kitsissut und Kitsissuarsuit wieder aufgebaut. 1821 waren in der Loge wieder ein Kaufmann, ein Assistent, ein Vorsteher, ein Speckschneider, ein Böttcher, zwei Zimmermänner, ein Koch und fünf Matrosen tätig.
1825 wüteten die Pocken in Kitsissuarsuit und der Walfang an beiden Orten war vollständig zum Erliegen gekommen, sodass die Loge aufgegeben wurde und das Gebiet Teil des Kolonialdistrikts Egedesminde wurde. Zwei der Stockwerkhäuser wurden dafür nach Aasiaat gebracht, wo eines zur Pastorenwohnung wurde.
Kitsissut bzw. Imerissoq ist der Herkunftsort der grönländischen Familie Sandgreen.

### Kitsissut und Imerissoq als Udsted
Schon 1830 wurde beschlossen, aus Kitsissut einen Udsted innerhalb des Kolonialdistrikts Godhavn zu machen. Das übrig gebliebene Stockwerkgebäude wurde als Wohnung für den Udstedsverwalter und als Laden genutzt. 1850 lebten 90 Personen in Kitsissut. Später zogen viele der Bewohner nach Akunnaaq und Kitsissuarsuit. Daraufhin wurde Kitsissut der Udstedsstatus entzogen.
1888 wurde ein neuer Udsted weiter nördlich auf Imerissoq errichtet, weil viele Leute aus Kitsissuarsuit zuzogen. Beide Orte wurden bei der Volkszählung 1918 zusammen unter dem dänischen Namen gezählt. Es gab 93 Einwohner. Sie lebten in elf grönländischen Wohnhäusern. Zudem gab es eine Wohnung für den Udstedsverwalter, die 1912 renoviert wurde und 25 m² groß war. Ein Gebäude von 1895 wurde als Proviantlager und Laden genutzt. Außerdem gab es ein Speckhaus und eine Schulkapelle, die als Torfmauerhaus gebaut war. 1935 erhielt Imerissoq eine neue Wohnung für den Udstedsverwalter und 1937 wurde eine neue Schulkapelle gebaut. Es gab ein kleines Fischhaus, aber 1952 war nur ein einziger Fischer in Imerissoq tätig, der aber immerhin 9195 kg Dorsch fing. Die Einwohnerzahl stieg bis 1960 auf 100 Personen an, aber danach ging die Zahl zurück und 1967 verließen die letzten Einwohner Imerissoq. Wann Kitsissut aufgegeben worden war, ist unbekannt.
Imerissoq war ab 1911 eine eigene Gemeinde ohne zugehörigen Wohnplatz (eigentlich war Kitsissut zu diesem Zeitpunkt ein Wohnplatz) im 7. Landesratswahlkreis Nordgrönlands und Teil des Kolonialdistrikts Godhavn. Imerissoq war Teil der Kirchengemeinde von Qeqertarsuaq. 1950 wurde der Ort in die neue Gemeinde Qeqertarsuaq eingegliedert.

## Liste der Kolonialangestellten

### Logenverwalter
Folgende Personen waren mit der Verwaltung der Loge betraut.
- 1778–1782: Adam Christian Thorning
- 1782–1784: Jens Peter Hansen Glomstad
- 1784–1785: Caspar Gottlieb Lidemark
- 1785–1787: Peder Boyesen Dorff
- 1787–1788: Marcus Nissen Myhlenphort
- 1788–1789: Johann Friederich Lammerssen
- 1789–1795: Johan Christian Steen
- 1795–1799: Peter Hanning Motzfeldt
- 1799–1800: Christian Frederik Rousing
- 1800–1803: Michael Olrik
- 1803–1807: Johan Christian Geisler
- 1807–1808: Jacob Haagen Bast
- 1808–1815: Frederik Diderik Sechmann Fleischer
- 1815–1817: Hans Christian Møhl
- 1817–1818: Hans Mossin Fleischer
- 1818–1821: Frederik Friedlieb von Rosbach
- 1821–1822: Ole Adolf Winding
- 1822–1825: Christian Ferdinand Plum
- 1825–1827: Claudius Andreas Stephensen

### Ärzte
Nur kurze Zeit war die Loge mit einem eigenen Chirurg versehen, welcher aber meist in der Kolonie Egedesminde wohnte.
- 1777–1779: Philip Wilhelmi

## Söhne und Töchter
- Ole Brandt (1918–1981), Schriftsteller, Übersetzer, Lehrer und Landesrat